# 外屏增五
雙魚座77，又名BD+04 175，HD 6479、SAO 109666、HR 313，是雙魚座的一颗恒星，视星等为6.35，位于銀經129.66，銀緯-57.77，其B1900.0坐标为赤經1h 0m 38.7s，赤緯+4° -57.77′ 33″。